# Lézignan-la-Cèbe
Lézignan-la-Cèbe är en kommun i departementet Hérault i regionen Occitanien i södra Frankrike. Kommunen ligger i kantonen Montagnac som tillhör arrondissementet Béziers. År 2022 hade Lézignan-la-Cèbe 1 569 invånare.

## Befolkningsutveckling
Antalet invånare i kommunen Lézignan-la-Cèbe
Referens:INSEE